# 独立共和主义者
独立共和主义者（法語：Républicains indépendants，發音：[ʁepyblikɛ̃ ɛ̃depɑ̃dɑ̃]，简称RI），全称全国独立共和主义者联盟（Fédération nationale des républicains indépendants，[fedeʁasjɔ̃ nasjɔnal de ʁepyblikɛ̃ ɛ̃depɑ̃dɑ̃]，FNRI），原全称（建立后至1966年）独立共和主义者研究和联络委员会（Comité d'études et de liaison des Républicains indépendants，[kɔmite detyd e də ljɛzɔ̃ de ʁepyblikɛ̃ ɛ̃depɑ̃dɑ̃]），是法国曾经的自由保守主義政治团体，成立于1962年，由全国独立人士与农民中心分裂而来，于1966年成为政党。1977年，该党更名为共和党，次年加入法国民主联盟。